# Bahnstrecke Türkheim–Bad Wörishofen
| nördlich von Bad Wörishofen |                          |                                   |                                   |
| Streckennummer (DB): | 5361                     |                                   |                                   |
| Kursbuchstrecke (DB): | 972 ex 987 ex404h (1946) |                                   |                                   |
| Streckenlänge: | 5,206 km                 |                                   |                                   |
| Spurweite: | 1435 mm (Normalspur)     |                                   |                                   |
| Streckenklasse: | CE                       |                                   |                                   |
| Stromsystem: | bis 1939: 550 V =        |                                   |                                   |
| Maximale Neigung: | 6,99 ‰                   |                                   |                                   |
| Minimaler Radius: | 206 m                    |                                   |                                   |
| Streckengeschwindigkeit: | 100 km/h                 |                                   |                                   |
| Zugbeeinflussung: | PZB                      |                                   |                                   |
| |                          |                                   |                                   |
| \| \| \| von Buchloe \| \| \| \| \| von Gessertshausen \| \| \| \| 0,000 \| Türkheim (Bay) Bahnhof \| 606 m ü. NHN \| \| \| \| nach Memmingen \| \| \| \| 0,800 \| Staatsstraße 2518 \| Staatsstraße 2518 \| \| \| 1,000 \| Bundesautobahn 96 \| Bundesautobahn 96 \| \| \| \| Anschluss Flugfeld Bad Wörishofen \| \| \| \| 5,206 \| Bad Wörishofen (ehem. Bf) \| 624 m ü. NHN \| |                          |                                   |                                   |
| Strecke |                          | von Buchloe                       | von Buchloe                       |
| Abzweig geradeaus und von rechts |                          | von Gessertshausen                | von Gessertshausen                |
| Bahnhof | 0,000                    | Türkheim (Bay) Bahnhof            | 606 m ü. NHN                      |
| Abzweig geradeaus und nach rechts |                          | nach Memmingen                    | nach Memmingen                    |
| Brücke | 0,800                    | Staatsstraße 2518                 | Staatsstraße 2518                 |
| Brücke | 1,000                    | Bundesautobahn 96                 | Bundesautobahn 96                 |
| Abzweig geradeaus und ehemals nach links |                          | Anschluss Flugfeld Bad Wörishofen | Anschluss Flugfeld Bad Wörishofen |
| Haltepunkt / Haltestelle Streckenende | 5,206                    | Bad Wörishofen (ehem. Bf)         | 624 m ü. NHN                      |

Die Bahnstrecke Türkheim–Bad Wörishofen ist eine, ursprünglich als Lokalbahn konzessionierte, Nebenbahn in Bayern. Sie verbindet als Stichbahn den Eisenbahnknoten Türkheim (Bay) Bahnhof an der Bahnstrecke Buchloe–Memmingen mit dem Kurort Bad Wörishofen.

## Geschichte
Die 5,206 Kilometer lange Verbindung wurde am 15. August 1896 eröffnet; sie wurde ursprünglich von der privaten Localbahn Actiengesellschaft Wörishofen erbaut und betrieben. Initiator und Förderer der Bahn war der bekannte Priester und Hydrotherapeut Sebastian Kneipp, er hoffte durch die Bahn auf einen Aufschwung für den Kurort Wörishofen, seit 1920 Bad Wörishofen. Die Strecke war seinerzeit eine der ersten elektrifizierten Eisenbahnen in Deutschland sowie die erste in Bayern und wurde mit 550 Volt Gleichstrom betrieben. 1905 wurde die Gesellschaft aufgelöst, die Bahn kam zur Lokalbahn Aktien-Gesellschaft (LAG) aus München. Mit der Verstaatlichung der finanziell angeschlagenen LAG wurde schließlich auch die Bad Wörishofener Strecke zum 1. August 1938 Teil der Deutschen Reichsbahn.
Mit Ausbruch des Zweiten Weltkriegs 1939 musste der elektrische Betrieb wegen des benachbarten Flugfeldes der Luftwaffe kurzfristig eingestellt und die Oberleitung demontiert werden. Damit gehört die Strecke zu den wenigen deelektrifizierten Eisenbahnstrecken. Während dieser Zeit hatte der Flughafen auch ein Anschlussgleis für die Lieferung von Treibstoff und Munition.
Bis in die frühen 1990er Jahre gab es Fern-Express-Kurswagen, die umsteigefreie Verbindungen in zahlreiche Großstädte in Westdeutschland boten. Im Jahr 1994 wurden in Bad Wörishofen alle Nebengleise entfernt, so dass keine Umsetzmöglichkeit mehr besteht. Seither sind weder Kurswagen noch Güterverkehr mehr möglich.
2021 wurde der als Unfallschwerpunkt geltende Bahnübergang der Staatsstraße 2518 (ehemalige Bundesstraße 18) beseitigt und durch eine Eisenbahnüberführung über die tiefergelegte Straße ersetzt.

## Fahrzeugeinsatz
Die LAG setzte die drei Elektrotriebwagen Nr. 761 und 762 sowie 895 ein, die von der Deutschen Reichsbahn als ET 186 01, ET 186 02 und ET 194 11 übernommen und nach Einstellung des elektrischen Betriebs zur Bahnstrecke Bad Aibling–Feilnbach umgesetzt wurden. Es wurden fortan dampflokomotivbespannte Züge eingesetzt, diese wurden später dann durch diesellokbespannte Züge und Dieseltriebwagen abgelöst. Ferner waren zeitweise auch im Bahnbetriebswerk Augsburg beheimatete Akkumulatortriebwagen der Baureihe ETA 150 auf der Strecke im Einsatz.
Bis zum Fahrplanjahr 2020 kamen Dieseltriebwagen der Baureihe 642 zum Einsatz, zum Fahrplanwechsel im Dezember 2020 wurden diese durch Dieseltriebwagen der Baureihe 612 ersetzt. Fallweise kommen auch Pesa Link zum Einsatz.

## Personenverkehr
Regional-Express-Züge der Linie RE 73 verkehren von DB Regio Bayern im Halbstundentakt mit Fahrplanlücken zwischen Türkheim und Bad Wörishofen, im Zweistundentakt sind diese über Buchloe bis Augsburg Hauptbahnhof durchgebunden.